# Die Kommissarin (Fernsehserie)

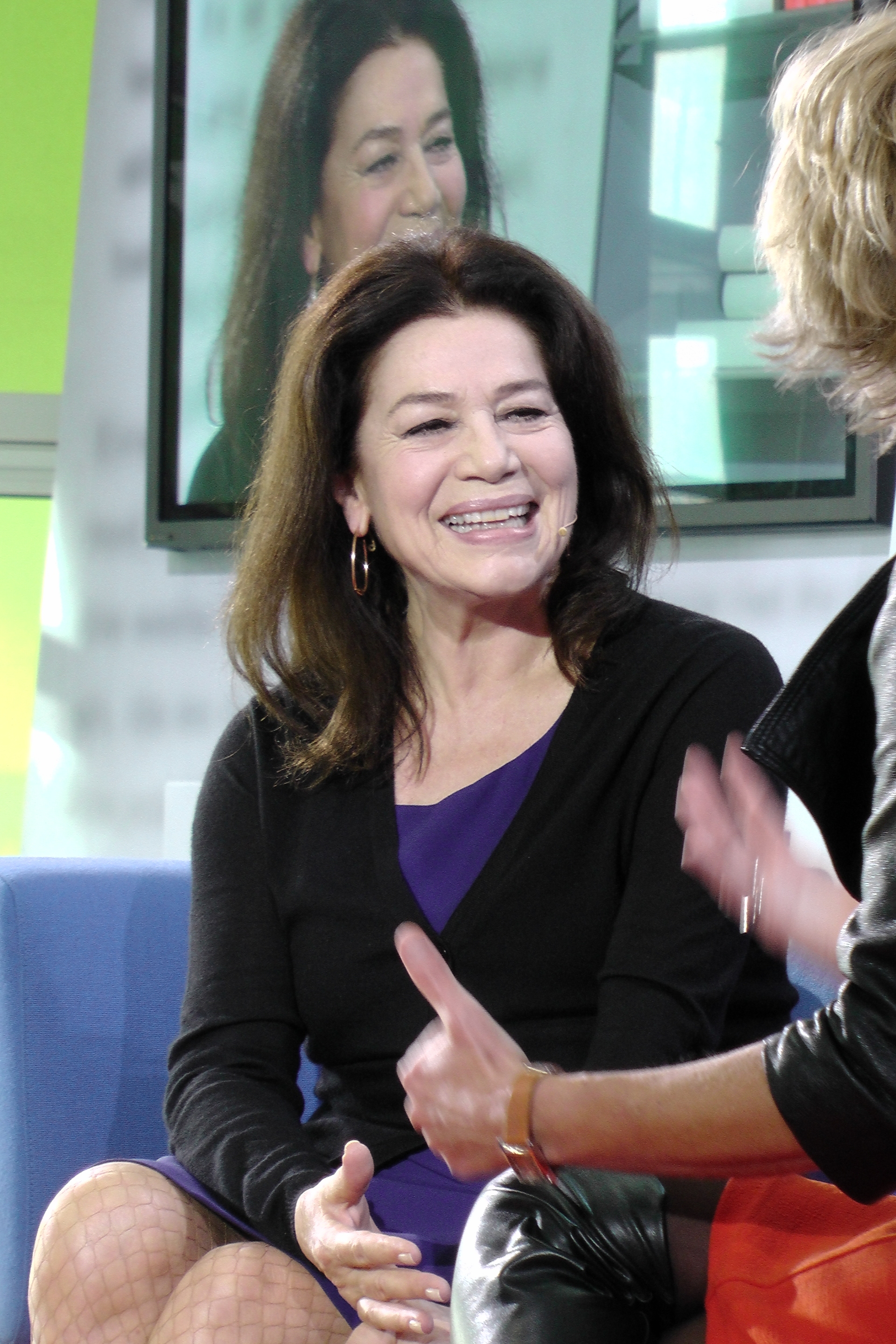
Hannelore Elsner alias Lea Sommer (2011)

Die Kommissarin ist eine deutsche Fernsehserie. Sie wurde von 1994 bis 2006 im Abendprogramm des Ersten ausgestrahlt und wird in unregelmäßigen Abständen in den dritten Programmen der ARD-Sender wiederholt. Die Serie zeigt den Arbeitsalltag der Hauptkommissarin Lea Sommer, die für die Kriminalpolizei in Frankfurt am Main ermittelt. Die Hauptrolle spielte Hannelore Elsner.  
Von der Serie wurden 66 Folgen ausgestrahlt. Des Weiteren liefen 1997 zwei 90-minütige Fernsehfilme im Rahmen der Reihe Tatort, hier jedoch war der Ermittlungsort Hamburg.
Die Einstellung der Serie wurde Ende September 2006 verkündet, da sie laut Programmdirektor Günter Struve auserzählt war.

## Besetzung
| Schauspieler     | Rolle                                | Einstieg | Ausstieg |
| ---------------- | ------------------------------------ | -------- | -------- |
| Hannelore Elsner | Kriminalhauptkommissarin Lea Sommer  | Folge 1  | Folge 66 |
| Til Schweiger    | Kriminalkommissar Nick Siegel        | Folge 1  | Folge 26 |
| Karlheinz Lemken | Kriminalhauptkommissar Henning Burre | Folge 1  | Folge 57 |
| Thomas Scharff   | Kriminalkommissar Jan Orlop          | Folge 27 | Folge 66 |
| Walter Renneisen | Kriminaloberkommissar Ingo Esser     | Folge 60 | Folge 66 |

### Weitere Figuren
- Udo Verhoff (Andreas Herder) assistiert der Kommissarin in Tatort-Folge 355
- Walter (Rudolf Kowalski) und Jens (Stephan Meyer-Kohlhoff) assistieren der Kommissarin in Tatort-Folge 359

## Episodenliste

### Staffel 1
| Nr. (ges.) | Nr. (St.) | Originaltitel              | Erstausstrahlung D |
| ---------- | --------- | -------------------------- | ------------------ |
| 1          | 1         | Zwerg Nase                 | 6. Okt. 1994       |
| 2          | 2         | Schokoladenkönig           | 13. Okt. 1994      |
| 3          | 3         | Blumen für den Mörder      | 20. Okt. 1994      |
| 4          | 4         | Jugendsünden               | 27. Okt. 1994      |
| 5          | 5         | Der King                   | 3. Nov. 1994       |
| 6          | 6         | Der einsame Wolf           | 10. Nov. 1994      |
| 7          | 7         | Das Lied vom Freund        | 17. Nov. 1994      |
| 8          | 8         | Schatten der Vergangenheit | 24. Nov. 1994      |
| 9          | 9         | Blutsbande                 | 1. Dez. 1994       |
| 10         | 10        | Böse Nachbarn              | 8. Dez. 1994       |
| 11         | 11        | Corinna                    | 15. Dez. 1994      |
| 12         | 12        | Der zehnte Mord            | 22. Dez. 1994      |
| 13         | 13        | Tödliches Souvenir         | 29. Dez. 1994      |

### Staffel 2
| Nr. (ges.) | Nr. (St.) | Originaltitel               | Erstausstrahlung D |
| ---------- | --------- | --------------------------- | ------------------ |
| 14         | 1         | Der Tod des Meisterschülers | 19. Sep. 1995      |
| 15         | 2         | Hinter Gittern              | 10. Okt. 1995      |
| 16         | 3         | Das Amulett                 | 24. Okt. 1995      |
| 17         | 4         | Böses Erwachen              | 7. Nov. 1995       |
| 18         | 5         | Ein alter Bekannter         | 14. Nov. 1995      |
| 19         | 6         | Tod im Gartenhaus           | 28. Nov. 1995      |
| 20         | 7         | Familienfest                | 12. Dez. 1995      |
| 21         | 8         | Totentanz                   | 19. Dez. 1995      |
| 22         | 9         | Rabennest                   | 2. Jan. 1996       |
| 23         | 10        | Banküberfall                | 9. Jan. 1996       |
| 24         | 11        | Säbelrasseln                | 16. Jan. 1996      |
| 25         | 12        | Stierblut                   | 23. Jan. 1996      |
| 26         | 13        | Todesmelodie                | 30. Jan. 1996      |

### Filme innerhalb der ReiheTatort
| Tatort-Folge | Titel                   | Sender | Erstausstrahlung | Autor           | Regie          |
| ------------ | ----------------------- | ------ | ---------------- | --------------- | -------------- |
| 355          | Gefährliche Übertragung | NDR    | 31. März 1997    | Eva-Maria Mieke | Petra Haffter  |
| 359          | Alptraum                | NDR    | 04. Mai 1997     | Bodo Kirchhoff  | Bodo Fürneisen |

### Staffel 3
| Nr. (ges.) | Nr. (St.) | Originaltitel              | Erstausstrahlung D |
| ---------- | --------- | -------------------------- | ------------------ |
| 27         | 1         | Der Fotograf               | 30. Nov. 1999      |
| 28         | 2         | Die große Versuchung       | 7. Dez. 1999       |
| 29         | 3         | Heiße Liebe                | 14. Dez. 1999      |
| 30         | 4         | Abgestempelt               | 21. Dez. 1999      |
| 31         | 5         | Rattenstall                | 28. Dez. 1999      |
| 32         | 6         | Der Tote aus der Wagenburg | 4. Jan. 2000       |
| 33         | 7         | Herzschuß                  | 11. Jan. 2000      |
| 34         | 8         | Liebe und Tod              | 18. Jan. 2000      |
| 35         | 9         | Falsche Opfer              | 25. Jan. 2000      |
| 36         | 10        | Taximord                   | 1. Feb. 2000       |
| 37         | 11        | Stille Wasser              | 8. Feb. 2000       |
| 38         | 12        | Ein ganz harter Junge      | 15. Feb. 2000      |
| 39         | 13        | Die Geliebte des Killers   | 22. Feb. 2000      |

### Staffel 4
| Nr. (ges.) | Nr. (St.) | Originaltitel       | Erstausstrahlung D |
| ---------- | --------- | ------------------- | ------------------ |
| 40         | 1         | Tödliches Verlangen | 12. Apr. 2001      |
| 41         | 2         | Todeskuriere        | 19. Apr. 2001      |
| 42         | 3         | Abschiedskonzert    | 26. Apr. 2001      |
| 43         | 4         | Bitteres Ende       | 3. Mai 2001        |
| 44         | 5         | Das Mädchen im Wald | 10. Mai 2001       |
| 45         | 6         | Tödliche Gier       | 17. Mai 2001       |

### Staffel 5
| Nr. (ges.) | Nr. (St.) | Originaltitel                  | Erstausstrahlung D |
| ---------- | --------- | ------------------------------ | ------------------ |
| 46         | 1         | Totgesagte leben länger        | 9. Feb. 2004       |
| 47         | 2         | Schwarze Liebe, roter Tod      | 16. Feb. 2004      |
| 48         | 3         | Tödlicher Treffer              | 1. März 2004       |
| 49         | 4         | Der Traum vom Glück            | 8. März 2004       |
| 50         | 5         | Der falsche Freund             | 15. März 2004      |
| 51         | 6         | Das traurige Lied              | 22. März 2004      |
| 52         | 7         | Heißes Grab                    | 29. März 2004      |
| 53         | 8         | Gefährliche Nähe               | 5. Apr. 2004       |
| 54         | 9         | Der unsichtbare Feind          | 19. Apr. 2004      |
| 55         | 10        | Der Mörder mit dem Schleifchen | 26. Apr. 2004      |
| 56         | 11        | Das Mädchen und der Tod        | 3. Mai 2004        |
| 57         | 12        | Das Attentat                   | 10. Mai 2004       |
| 58         | 13        | Rollentausch                   | 17. Mai 2004       |
| 59         | 14        | Gott in Weiß                   | 24. Mai 2004       |

### Staffel 6
| Nr. (ges.) | Nr. (St.) | Originaltitel              | Erstausstrahlung D |
| ---------- | --------- | -------------------------- | ------------------ |
| 60         | 1         | Auf der Flucht             | 2. Jan. 2006       |
| 61         | 2         | Der letzte Ausweg          | 9. Jan. 2006       |
| 62         | 3         | Das tödliche Ende vom Lied | 16. Jan. 2006      |
| 63         | 4         | Wer die Braut erschießt    | 23. Jan. 2006      |
| 64         | 5         | Tod auf dem Main           | 30. Jan. 2006      |
| 65         | 6         | Das Fest                   | 6. Feb. 2006       |
| 66         | 7         | Mörderische Zwänge         | 6. März 2006       |

## Auszeichnungen
Hannelore Elsner wurde 1995 für ihre Darstellung der Lea Sommer als Beste Darstellerin in einer Serie mit dem Telestar ausgezeichnet.

## DVD-Veröffentlichung
Die ersten beiden Staffeln von Die Kommissarin erschien auf zwei DVDs im Oktober bzw. November 2011 mit den Folgen 1 bis 13 und 14 bis 26. Die Staffeln drei und vier mit den Folgen 27 bis 39 und 40 bis 52 wurden im März und April 2012 veröffentlicht.